# Zoran Nikolić
Zoran Nikolic (Nikšić, Montenegro, 1 d'abril de 1996) és un jugador de bàsquet montenegrí que pertany a la plantilla del KK Budućnost Podgorica. Amb 2,09 metres d'alçada, juga en la posició d'aler pivot.
Nikolic va arribar a Catalunya al setembre de 2011, i va fitxar pel Sant Josep de Girona després de ser descartat pel FC Barcelona. La temporada 2013-14 s'incorpora a les files del CB Prat, de la LEB Plata, filial del FIATC Joventut de la lliga ACB. La temporada següent, encara en el Prat però ara ja jugant en LEB Or, debuta amb el primer equip del Joventut en lliga. En la 2015-16 continuarà al Prat, alternant alguns partits amb el primer equip de la Penya. La temporada 2016-17 fitxa pel KK Budućnost Podgorica de Montenegro, a on jugarà a la primera categoria de la lliga montenegrina, la lliga Adriàtica i l'Eurocup.
Va ser internacional sub16 i sub 20 amb la selecció de Montenegro en els europeus B dels anys 2012 (plata), 2013 (or), 2015 i 2016 (or). El 2014 va competir a l'europeu sub18 a Konya (Turquia). Més recentment ha sigut internacional absolut amb Montenegro disputant la fase de classificació per la Copa del Món 2019.